# Medal „Za obronę Kijowa”
Medal „Za obronę Kijowa” (ros. Медаль «За оборону Киева») – radzieckie odznaczenie wojskowe.
Medal „Za obronę Kijowa” został ustanowiony dekretem Rady Najwyższej ZSRR z 21 czerwca 1961 roku. Jednocześnie zatwierdzono jego regulamin i opis odznaki. Był to jedyny z radzieckich medali za obronę lub zdobycie miast w II wojnie światowej ustanowiony wiele lat po wojnie – jeszcze podczas wojny Nikita Chruszczow proponował ustanowić medal za obronę Kijowa, lecz wówczas nie spotkało się to z akceptacją Józefa Stalina, a nastąpiło dopiero po objęciu przez Chruszczowa steru partii.

## Zasady nadawania
Zgodnie z regulaminem medal otrzymywali wszyscy uczestnicy obrony Kijowa podczas II wojny światowej – żołnierze Armii Czerwonej, wojsk NKWD, a także wszyscy pracujący, którzy wzięli udział w obronie Kijowa w szeregach pospolitego ruszenia lub na budowie umocnień obronnych, pracujący w fabrykach i zakładach obsługujących potrzeby frontu, uczestnicy kijowskiej konspiracji i partyzanci walczący z wrogiem pod Kijowem w okresie od lipca do września 1941 roku.
Medal był nadawany niezależnie od innych otrzymanych odznaczeń za czyny dokonane w trakcie obrony Kijowa.
Już w pierwszym roku nadawania, odznaczono nim ok. 70.000 osób. Do 1995 roku odznaczono nim 107 540 osób, a także gazetę "Kijowska Prawda".

## Opis odznaki
Odznakę medalu stanowi wykonany z mosiądzu krążek o średnicy 32 mm. Na awersie na tle gmachu Prezydium Rady Najwyższej Ukraińskiej Socjalistycznej Republiki Radzieckiej umieszczone są postacie żołnierza, marynarza, robotnika i partyzantki z karabinami z bagnetami w rękach. Poniżej wieniec laurowy i wstążka z pięcioramienną gwiazdą. U góry napis: ЗА ОБОРОНУ КИЕВА (pol. „ZA OBRONĘ KIJOWA”). Na rewersie na górze znajduje się małe symbol ZSRR – sierp i młot, pod nim napis w trzech wierszach: ЗА НАШУ / СОВЕТСКУЮ / РОДИНУ (pol.: „Za Naszą Radziecką Ojczyznę”). Napisy i rysunki są wypukłe.
Medal zawieszony jest na metalowej pięciokątnej blaszce obciągniętej wstążką koloru oliwkowego szerokości 24 mm z dwoma paskami czerwonym szerokości 4 mm i granatowym szerokości 2 mm pośrodku.
Medal noszony był na lewej piersi, w kolejności po Medalu „Za obronę Stalingradu”.